# دينيز فرايدمان
دينيز فرايدمان (بالمجرية: Friedmann Dénes)‏ هو حاخام وكاتب مجري، ولد في 25 مايو 1903 في بودابست في المجر، وتوفي في 1944 في معسكر أوشفيتز بيركينو في بولندا.